# Patrícia Pillar
Patrícia Gadelha Pillar, meglio conosciuta come Patrícia Pillar (Brasilia, 11 gennaio 1964), è un'attrice e conduttrice televisiva brasiliana.

## Biografia
Ha lavorato in film, telenovele e in opere teatrali. Nel 1995 ha recitato nel film di Fábio Barreto, O Quatrilho - Il quadriglio, interpretando il ruolo di Teresa.
Tra i ruoli televisivi notevoli nella carriera di Patricia vi sono Luana / Marietta nella telenovela O Rei do Gado, e Flora nell'altra telenovela A Favorita.

## Vita privata
È stata sposata quattro volte: il suo secondo marito era il politico Ciro Gomes. Ha destato scandalo la sua relazione con Djavan, all'epoca ancora sposato con Aparecida: in seguito l'attrice e il cantante hanno rotto il rapporto.

## Filmografia

### Televisione
- Roque Santeiro  (1985)
- Il cammino della libertà; altro titolo: La padroncina (Sinhá Moça) (Rede Globo) (1986)
- Brega & Chique (1987)
- Società a irresponsabilità illimitata (Armação Ilimitada) (episodio: "Estate '87") (1987)
- Vida Nova (1988)
- Rainha da Sucata (1990)
- Salomé (1991)
- Voce Decide (1992)
- As Noivas de Copacabana (1992)
- Renascer (1993)
- Pátria Minha  (1994)
- O Rei do Gado (1996)
- Mulher (1998)
- Um Anjo Caiu do Céu (2001)
- Carga Pesada (2003)
- Cabocla (2004)
- Histórias de Cama & Mesa (2004)
- Os Amadores (2005)
- A Diarista (2005)
- Sinhá Moça (2006)
- A Favorita (2008)
- Passione (2010)
- Divã (2011)
- As Brasileiras (2012)
- Lado a lado (2012-2013)

### Cinema
- Para Viver um Grande Amor (1983)
- Festa (1988)
- A Maldição de Sanpaku (1992)
- Menino Maluquinho - O Filme (1994)
- O Quatrilho - Il quadriglio (O Quatrilho), regia di Fábio Barreto (1995)
- O Monge e a Filha do Carrasco (1995)
- O Noviço Rebelde (1996)
- Amor & Cia (1998)
- O Casamento de Iara (2004)
- Zuzu Angel (2006)
- Se Eu Fosse Você (2006)
- Pequenas Histórias (2007)

## Conduzioni tv
- FM TV (1985)
- Vídeo Show (1986)
- Som Brasil (2007)
- Som Brasil (2011)